# Pwll
Pwll är en by i Carmarthenshire i Wales. Byn är belägen 74,3 km 
från Cardiff. Orten har 1 372 invånare (2016).